# ボレル測度
数学の、特に測度論の分野におけるボレル測度（ボレルそくど、英: Borel measure）とは、次のように定義される測度のことである：X を局所コンパクトなハウスドルフ空間とし、{\displaystyle {\mathfrak {B}}(X)} を X の開集合を含む最小のσ-代数とする。このような {\displaystyle {\mathfrak {B}}(X)} はボレル集合のσ-代数と呼ばれる。ボレル測度とは、ボレル集合のσ-代数上で定義される任意の測度 μ のことを言う。ただし、人によっては、すべてのコンパクト集合 C に対する μ(C) < ∞ の成立を追加条件とすることもある。ボレル測度が内部正則かつ外部正則であるなら、それは正則ボレル測度と呼ばれる。μ が内部正則かつ局所有限であるなら、それはラドン測度と呼ばれる。局所有限なボレル測度であれば、μ(C) < ∞ がすべてのコンパクト集合 C に対して自然に成り立つことに注意されたい。

## 実数直線上において
通常の位相を備える実数直線 R は局所コンパクトなハウスドルフ空間であるため、その上でボレル測度を定義することが出来る。そのような場合、{\displaystyle {\mathfrak {B}}({\textbf {R}})} は R の開区間を含む最小のσ-代数となる。そのようなボレル測度 μ は多く存在するが、すべての区間 {\displaystyle [a,b]} に対して {\displaystyle \mu ([a,b])=b-a} であるようなボレル測度 μ は、しばしば、R 上の代表的なボレル測度（"the" Borel measure）と呼ばれる。実際には、そのような代表的なボレル測度でさえも、ボレル集合のσ-代数上定義される測度の中で最も便利なものであると言う訳ではない。実際、ボレル測度では必要とされない完備性という重要な性質を備えたルベーグ測度 {\displaystyle \lambda } が、そのような代表的なボレル測度の拡張として存在している。ここで、ルベーグ測度 {\displaystyle \lambda } がボレル測度 {\displaystyle \mu } の拡張であるとは、すべてのボレル可測集合 E がルベーグ可測であり、さらにその集合上ではボレル測度とルベーグ測度が一致する（すなわち、{\displaystyle \lambda (E)=\mu (E)} がすべてのボレル可測集合に対して成立する）ということを意味する。